# Catharina Stroppel
Catharina Stroppel (* 6. August 1971) ist eine deutsche Mathematikerin. Sie ist Professorin an der Universität Bonn.

## Leben

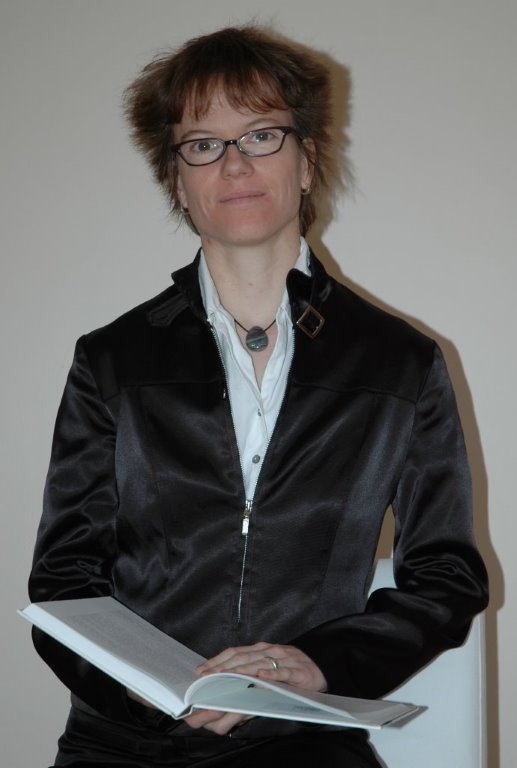
Catharina Stroppel, Princeton 2008

Stroppel studierte ab 1991 Mathematik und Theologie an der Albert-Ludwigs-Universität Freiburg mit dem Ziel, Lehrerin zu werden. 2001 wurde sie in Freiburg bei Wolfgang Soergel promoviert (Der Kombinatorikfunktor V: Graduierte Kategorie O, Hauptserien und primitive Ideale). Als Post-Doktorand war sie an der University of Leicester, 2003/2004 Assistenzprofessor an der Universität Aarhus und  ab 2004 an der Universität Glasgow, wo sie 2005 Lecturer und 2007 Reader wurde. 2007/08 war sie als Von Neumann Fellow am Institute for Advanced Study in Princeton. Seit 2008 ist sie Professorin in Bonn.

## Wirken
Sie befasst sich mit Darstellungstheorie von Gruppen und Algebren und Kategorientheorie mit Anwendungen in Geometrie und Topologie, z. B. der Gewinnung von Knoteninvarianten mit der Methode der Kategorifizierung (nach dem Vorbild von Mikhail Khovanov). Insbesondere untersucht sie auch Darstellungstheorie von Supergruppen (orthosymplektische und fremde Familien) mit dem Ziel der geometrischen Beschreibung der beteiligten Kategorien und sie untersucht Kategorien geometrischen Ursprungs wie die Fukaya-Kategorien.

## Auszeichnungen
Im Jahr 2007 erhielt sie den Whitehead-Preis. 2010 war sie Invited Speaker auf dem Internationalen Mathematikerkongress in Hyderabad (Schur-Weyl dualities and link homologies) und 2022 hielt sie einen Plenarvortrag auf dem Internationalen Mathematikerkongress (The beauty of braids: from knot invariants to higher categories). 2018 wurde sie zum Mitglied der Deutschen Akademie der Naturforscher Leopoldina gewählt, 2023 zum Mitglied der Nordrhein-Westfälischen Akademie der Wissenschaften und der Künste. Ebenfalls 2023 wurde ihr ein Gottfried Wilhelm Leibniz-Preis zugesprochen. 2025 erhielt sie die Ehrendoktorwürde der Universität Uppsala.

## Schriften (Auswahl)
- Categorification: tangle invariants and TQFTs, ICM 2022, Arxiv